# Benjaminia aridens
Benjaminia aridens är en stekelart som beskrevs av Dmitriy R. Kasparyan 1976. Benjaminia aridens ingår i släktet Benjaminia och familjen brokparasitsteklar. Inga underarter finns listade.